# Augustinus Terwesten
Augustinus o Augustijn Terwesten, conocido también por el sobrenombre de Snip (1649, Den Haag - 1711, Berlín) fue un pintor, grabador y orfebre neerlandés.

## Biografía
Hijo de un orfebre alemán, en 1673, visitó Italia; también recorrería Francia e Inglaterra, retornando a su país en 1678. Tarea fundamental suya fue la restauración de la Academia de Pintura de La Haya. En 1690 fue nombrado pintor de corte por Federico Guillermo I de Prusia. Asimismo fue cofundador de la Academia Prusiana de las Artes en Berlín. 

## Obras
Destacó en los géneros del retrato, la mitología y la alegoría histórica.